# Марія Луїза Альбертіна Лейнінген-Дагсбург-Фалькенбурзька
Марія Луїза Альбертіна Лейнінген-Дагсбург-Фалькенбурзька (нім. Maria Luise Albertine zu Leiningen-Dagsburg-Falkenburg, 16 березня 1729 — 11 березня 1818) — німецька аристократка XVIII—XIX століть, донька графа Лейнінген-Дагсбург-Фалькенбурзького Карла Крістіана та графині Сольмс-Рьодельхаймської Катаріни Поліксени, дружина принца Гессен-Дармштадту Георга Вільгельма. Володарка замку Бройх.

## Біографія
Народилася 16 березня 1729 року у замку Гайдесхайм другою дитиною та старшою донькою в родині графа Лейнінген-Дагсбург-Фалькенбурзького Карла Крістіана та його дружини Катаріни Поліксени Сольмс-Рьодельхаймської. Мала старшого брата Йоганна Карла. Згодом у неї з'явилися чотири молодші сестри: Поліксена Вільгельміна, Софія Шарлотта, Александріна та Кароліна Феліція.
На свій 19-й день народження взяла шлюб із 25-річним принцом Гессен-Дармштадтським Георгом Вільгельмом. Весілля відбулося 16 березня 1748 року у місті Гайдесхайм-на-Рейні. У шлюбі народила дев'ятеро дітей
Марію Луїзу описували як чудову жінку із теплим серцем і веселою вдачею, яка розмовляла переважно на пфальцькому діалекті. Зазвичай її титулували «принцеса Георг» за іменем чоловіка.
У 1766 році вона успадкувала від батька замок Бройх і почала його відновлення та розширення. Часто зупинялась у ньому.
У 1782 році Георг Вільгельм пішов з життя. Невдовзі померли дві їхні старші доньки, і Марія Луїза займалася вихованням онуків. Відмічали, що вона оточила їх увагою, теплом та турботою, замінивши рідних матерів.
У 1790 році відвідала Франкфурт і була присутньою на коронації імператора Священної Римської імперії Леопольда II. Зупинялася там з онуками у Катаріни Єлизавети Гете, матері поета. Наступного року брала участь у мандрівці Нідерландами.
У 1792 році втекла з родичами від наступу французької армії до Гільдбурггаузена, де перебувала до березня 1793. На зворотньому шляху до Дармштадта знову завітала до Франкфурта, де відбулася перша зустріч її онуки Луїзи із прусським принцом Фрідріхом Вільгельмом. У грудні того ж року Марія Луїза побувала в Берліні на їхньому весіллі.
Останні роки провела у зятя Карла в Нойштреліці. Той у 1794 році став великим герцогом Мекленбург-Стреліца. Принцеса дожила до появи праправнуків.
Померла перед своїм 89-м днем народження у Нойштреліці.

## Родина

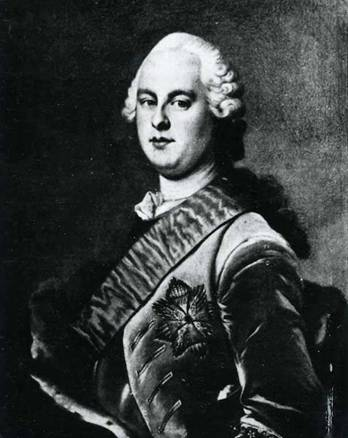
Портрет Георга Вільгельма близько 1750 року

Чоловік — Георг Вільгельм Гессен-Дармштадтський
Діти:
- Людвіг (1749—1823) — принц Гессен-Дармштадтський, був морганатично одружений із Фредерікою Шмідт, баронессою Гессенхайм, дітей не мав;
- Георг (15 червня—2 липня 1750) — прожив 2 тижні;
- Фредеріка (1752—1782) — була одружена із принцом Мекленбург-Стрелицьким Карлом, мала десятеро дітей;
- Карл (1754—1830) — принц Гессен-Дармштадтський, був виключений з армії, більшу частину життя перебував у вигнанні, був одружений та мав нащадків, яких вельможні родичі відмовилися визнати;
- Шарлотта (1755—1785) — була одружена з удівцем старшої сестри Фредеріки, принцом Мекленбург-Стрелицьким Карлом, мала єдиного сина;
- Карл Вільгельм Георг (1757—1797) — принц Гессен-Дармштадтський, одружений не був;
- Фрідріх (1759—1808) — принц Гессен-Дармштадтський, був морганатично одружений з Кароліною Зайц, яка отримала титул «баронесси Фрідріх», мав із нею єдиного сина;
- Луїза (1761—1829) — дружина великого герцога Гессенського та Прирейнського Людвіга I, мала шестеро дітей;
- Августа Вільгельміна (1765—1796) — дружина герцога Цвайбрюкенського Максиміліана, мала п'ятеро дітей.